# Tunsbergs stift
Tunsbergs stift (norska: Tunsberg bispedømme) är ett stift inom Norska kyrkan. Det upprättades 1948, och består av Buskerud och Vestfold fylken samt Jevnakers kommun i Akershus fylke. Biskopssäte är staden Tønsberg och den tidigare Tønsberg kyrka är stiftets domkyrka. Området ingick tidigare i Oslo stift. Sedan 2018 är Jan Otto Myrseth stiftets biskop.

## Historik

### Betydelse under medeltiden
Staden Tønsberg har en förhistoria som betydande kristet centrum. I Olav den heliges saga nämns att en kyrka fanns på platsen 1018, troligen Lavranskyrkan, helgad till Sankt Laurentius. Kyrkan var placerad där Tønsbergs domkyrka ligger idag, och blev den stora församlingskyrkan i Tønsberg. På grund av kyrkans utformning har historiker föreslagit att Lavranskyrkan kan ha varit det första biskopssätet på Østlandet, med gården Teie som biskopsresidens. Under medeltiden fanns ett kollegialkapitel bestående av prästerna vid Lavranskyrkan, under ledning av en prost.

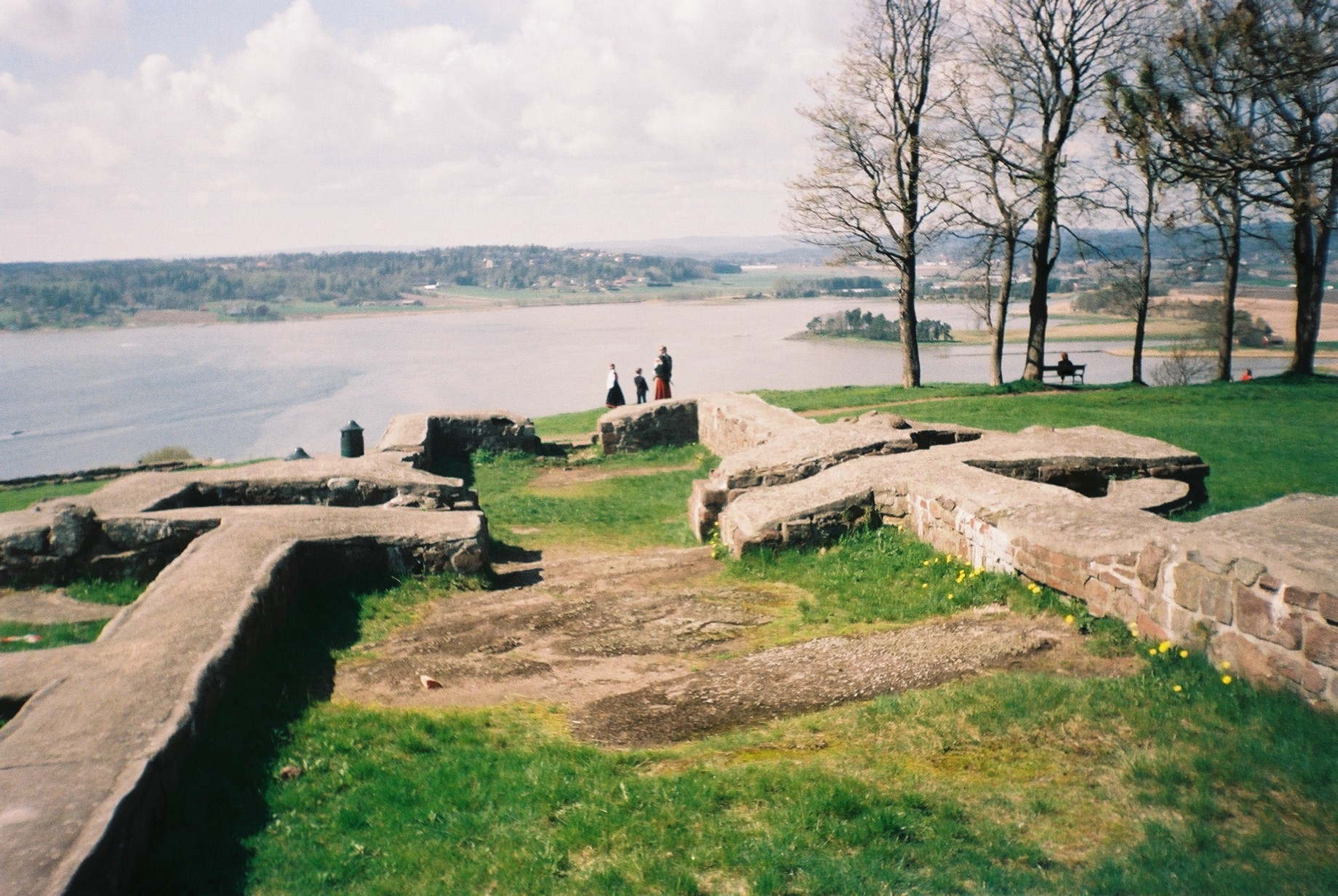
Ruinerna efter Mikaelskyrkan på Slottsfjellet i Tønsberg

I mitten av 1150-talet byggs Mikaelskyrkan på Slottsfjellet i Tønsberg, en befäst höjd intill stadskärnan. Senast under kung Håkon Magnusson, som regerade 1299–1319, utsågs Mikaelskyrkan till kungligt kapell, det vill säga ett kollegiatstift med kaniker som utgör kyrkans kapitel.
Mellan 1160 och 1180 etablerade Premonstratensorden ett kloster i staden, vigt till Olav den helige. Klosterkyrkan var den enda rundkyrkan i Norge, och den största i Norden. Munkarna var högt utbildade, och det är troligt att de bistod kungen i hans administration medan han, hans drottning eller hans drots vistades i Tønsberg.
Slutligen var Tønsberg också platsen för Sættargjerden, det konkordat mellan kungen Magnus Lagaböter och ärkebiskop Jon Raude, som slöts år 1277 och som gav kyrkan skatteprivilegier, domvärjo i kyrkorättsliga och en stor mängd civil- och familjerättsliga frågor samt makt att själv tillsätta alla ställningar som biskop, abbot och präst utan kungens påverkan.

### Stiftets tillkomst
Vid 1936 års biskopsmöte framkom det att Oslo stift omfattade nästan en tredjedel av landets befolkning. Uppdraget var för stort för en enda biskop. Därför föreslog biskopsmötet att Buskerud och Vestfold fylke skulle avskiljas till ett nytt stift. Förslaget hann dock aldrig genomföras innan Andra världskriget bröt ut, Först 1947, efter att 250 präster i Oslo stift begärt en ny stiftsindelning, beslutade Odelstinget den 24 november 1947 enligt biskopsmötets förslag.
I fråga om var biskopssätet skulle ligga fanns två huvudsakliga förslag: Drammen och Tønsberg. Tunsbergs stift framhåller själva som förklaring att Tønsbergs långa historia som Norges äldsta stad och möjligheten att biskopar under medeltiden bott på gården Teie vid Tønsberg.
Ett stiftsråd utsågs med uppgiften att nominera tre kandidater till biskopsvalet. Bjarne Skard fick flest röster och utnämndes till Tunsbergs första biskop. Han biskopvigdes i Tønsbergs domkyrka den 20 juni 1948, i närvaro av kung Haakon VII, och tillträdde ämbetet den 1 juli samma år.

## Kontraktsindelning

Kontrakt (prosterier) i Tunsbergs stift.

Tunsbergs stift är indelat i nio kontrakt (prosterier, norska: prostier) och 99 församlingar (socknar, norska: sokn eller sogn), som samverkar i 25 kyrkliga samfälligheter (norska: kirkelige fellesråd), en organisation som ungefärligt motsvarar ett pastorat, men i övrigt följer kommunindelningen och är nära knuten till den kommunala organisationen.
De nio kontrakten är:
- Tønsbergs domprosteri
- Drammens prosteri
- Eikers prosteri
- Hallingdals prosteri
- Kongsbergs prosteri
- Larviks prosteri
- Nord-Jarlsbergs prosteri
- Ringerike prosteri
- Sandefjords prosteri

## Biskopslängd
1. Bjarne Skard 1948–1960
2. Dagfinn Hauge 1960–1978
3. Håkon E. Andersen 1978–1990
4. Sigurd Osberg 1990–2002
5. Laila Riksaasen Dahl 2003–2014
6. Per Arne Dahl 2014–2018
7. Jan Otto Myrseth 2018–